# Kelabita andulau
Espèce
Synonymes
- Pholcus andulau Huber, 2011

Kelabita andulau est une espèce d'araignées aranéomorphes de la famille des Pholcidae.

## Distribution
Cette espèce est endémique de Bornéo. Elle se rencontre en Malaisie au Sarawak et au Brunei.

## Description
Le mâle holotype mesure 4,4 mm.

## Étymologie
Son nom d'espèce lui a été donné en référence au lieu de sa découverte, la réserve forestière d'Andulau.

## Publication originale
- Huber, 2011 : Revision and cladistic analysis of Pholcus and closely related taxa (Araneae, Pholcidae). Bonner zoologische Monographien, no 58, p. 1-509 (texte intégral).